# Gru 4.
A Gru 4. (eredeti cím: Despicable Me 4) 2024-ben bemutatott 3D-s számítógépes animációs filmvígjáték, amelyet Chris Renaud rendezett, a Gru 3. című animációs film folytatása.
Az Amerikai Egyesült Államokban 2024. július 3-án, míg Magyarországon egy nappal később mutatták be a mozikban.

## Cselekmény
A Lycée Pas Bonban, Gru iskolájában, amely egy hegyvidéki, távoli kastélyban található, fogadásra kerül sor: az 1985-ös év végzősei közül a legjobb tanulónak járó díjat Maxime Le Mal kapja, aki beágyazott csótánytestrészekkel szerelte fel magát. Gru és a Főgonosz-Ellenes Liga ügynökeinek azonban sikerül letartóztatniuk őt az ünnepség végén.
Miután megszökik a börtönből, barátnőjével, Valentinával bosszút akar állni Grun és családján. A FEL az egész családot a védelmük érdekében áttelepíti, új személyazonosság alatt, mindössze három Minyonnal. Gru új neve Chet Cunningham, aki napelemek értékesítője, míg Lucy izgatottan várja, hogy fodrász lehessen. A többi Minyont a FEL központjába költöztetik, ahol ötüket szuperképességekkel ruházzák fel. Ám ezeknek a Mega-Minyonoknak a rövid szuperhős karrierje kudarcba fullad. Gru és családja új, jómódú lakóvárosukban megismerkedik új szomszédaikkal, Prescottékkal és tizenéves lányukkal, Poppyval. Utóbbi felismeri Gru-t, és megzsarolja egy látványos rablásra: ellopja a Lycée Pas Bon kabaláját, Lenny-t, a vad borzot. Gru, Gru Jr és a három Minyon szövetkezik Poppyval ebben a küldetésben. Mindannyian hazamennek Lennyvel, de a borz nyakörvében nyomkövető van. Maxime így értesül Gru és családja titkos tartózkodási helyéről, és elrabolja Gru Jr-t a repülő csótányhajóján. Gru végül Poppy segítségével megmenti őt.

## Szereplők
| Szereplő                     | Eredeti hang     | Magyar hang       | Leírás |
| ---------------------------- | ---------------- | ----------------- | --- |
| Gru                          | Steve Carell     | Scherer Péter     | Egykori szupergonoszból lett Főgonosz-Ellenes Liga-ügynök; aki Margo, Edith és Agnes fogadott apja, Gru Jr. biológiai apja és Lucy férje, aki "Chet Cunningham"-nek adja ki magát. |
| Lucy Wilde                   | Kristen Wiig     | Nemes Takách Kata | A Főgonosz-Ellenes Liga ügynöke, Gru felesége, Margo, Edith és Agnes örökbefogadó anyja, valamint Gru Jr. biológiai anyja, aki "Blanche Cunningham"-ként adja ki magát.            |
| Maxime Le Mal                | Will Ferrell     | Rajkai Zoltán     | Francia akcentusú főgonosz, aki bosszút akar állni Gru és családja ellen. |
| Poppy Prescott               | Joey King        | Kádár Kinga       | Feltörekvő szupergonosz, aki már régóta csodálja Gru-t. |
| Valentina                    | Sofía Vergara    | Pikali Gerda      | Maxime barátnője. |
| Perry Prescott               | Stephen Colbert  | Dévai Balázs      | Poppy apja, Patsy férje és Gru új szomszédja.. |
| Patsy Prescott               | Chloe Fineman    | Nádorfi Krisztina | Poppy anyja, Perry felesége, és Gru új szomszédja. |
| Margo                        | Miranda Cosgrove | Csifó Dorina      | Gru és Lucy legidősebb örökbefogadott lánya, aki "Bree Cunningham"-nek adja ki magát.                                                                                              |
| Silas Kosülep                | Steve Coogan     | Fillár István     | A Főgonosz-Ellenes Liga korábban nyugdíjba vonult igazgatója. |
| Minyonok                     | Pierre Coffin    | Eredeti hang      | Gru sárga csatlósai, legtöbbjük később az Főgonosz-Ellenes Ligánál kap munkát, mint ügynökök.                                                                                      |
| Edith                        | Dana Gaier       | Tanka Natália     | Gru és Lucy középső örökbefogadott lánya, aki "Blair Cunningham"-nek adja ki magát.                                                                                                |
| Agnes                        | Madison Polan    | Pekár Jázmin      | Gru és Lucy legfiatalabb örökbefogadott lánya, aki "Britney Cunningham"-nek adja ki magát.                                                                                         |
| Ursula Übelschlecht igazgató | Chris Renaud     | Debreczeny Csaba  | A Lycée Pas Bon igazgatója, aki egy idős nő. |

### Magyar változat
- Főcím: Galambos Péter
- Magyar szöveg: Speier Dávid
- Felvevő hangmérnök: Középen Péter
- Vágó: Simkóné Varga Erzsébet
- Gyártásvezető: Kincses Tamás
- Szinkronrendező: Báthory Orsolya
- Produkciós vezető: Hagen Péter

A szinkront a Mafilm Audio Kft.  készítette el.

## A film készítése
A Gru 4. részének fejlesztése 2017 szeptemberében kezdődött, és a Gru és az Illumination régi írói, Cinco Paul és Ken Daurio írták a forgatókönyv korai vázlatait. A filmet hivatalosan 2022 februárjában erősítették meg, Chris Renaud rendezőként, Patrick Delage és Mike White társrendezőként és íróként csatlakozott a filmhez. 2022 júniusára már elkezdődött a forgatás.